# Dziedziczny rak piersi i jajnika
Dziedziczny rak piersi i jajnika (zespół raka sutka i jajnika, zespół sutek-jajnik, ang. 
(hereditary) breast-ovarian cancer, BOC, HBOC) – heterogenna etiologicznie i klinicznie grupa zespołów predyspozycji do nowotworów sutka i (lub) jajnika. Do najczęstszych przyczyn dziedzicznych raków tych narządów należą mutacje w genach BRCA1 i BRCA2. 

## Profilaktyka
Zaproponowano schemat badań kontrolnych w rodzinach z zespołem dziedzicznego raka sutka i jajnika (dotyczy nosicielek mutacji BRCA1). Proponowane działania to:
- samokontrola piersi od 20 roku życia co miesiąc
- badanie lekarskie piersi od 20-25 roku życia co 6 miesięcy
- USG piersi od 25 roku życia co 12 miesięcy, 6 miesięcy po mammografii
- MRI piersi, ewentualnie mammografia od 35 roku życia co 12 miesięcy
- USG dopochwowe od 30-35 roku życia co 12 miesięcy
- oznaczenie CA 125 od 30-35 roku życia co 12 miesięcy, 6 miesięcy po USG.

Ponadto:
- przeciwwskazane jest długotrwałe stosowanie doustnych środków antykoncepcyjnych do 25 roku życia, do rozważenia ich stosowanie powyżej 30 roku życia (prewencja raka jajnika)
- zaleca się karmienie piersią przez jak najdłuższy okres po porodzie
- zaleca się profilaktyczne usunięcie lub podwiązanie jajowodów po urodzeniu zaplanowanej liczby dzieci oraz profilaktyczną owariektomię w wieku około 40 lat z następczą estrogenową terapia zastępczą
- do rozważenia chemoprewencja tamoksifenem po wykluczeniu wszystkich przeciwwskazań.

## Diagnostyka preimplantacyjna
Obecnie istnieje możliwość diagnostyki preimplantacyjnej (PGD ), czyli analizy DNA pod kątem danej wady genetycznej. Diagnostyce poddaje się komórki jajowe lub komórki zarodka przed podaniem do jamy macicy (implantacją). Jest to badanie genetyczne związane z  technikami wspomaganego rozrodu. Z diagnostyki preimplantacyjnej korzystają przede wszystkim pary poddające się zapłodnieniu In vitro. Badanie to pozwala na wyeliminowanie zarodków obciążonych wadami genetycznymi przed implantacją do jamy macicy.